# Valentín Letelier
Valentín Letelier Madariaga (Linares, 16 de diciembre de 1852-Santiago, 19/20 de junio de 1919) fue un abogado, político, bombero e intelectual chileno. Se especializó en los temas de educación y derecho administrativo. Fue miembro del Partido Radical y diputado por los periodos 1879-1882 y 1888-1891. Ejerció el cargo de rector de la Universidad de Chile entre 1906 y 1913.

## Biografía
Letelier nació en Linares, en la antigua provincia de Maule, en el seno de una familia agrícola de la zona. Sus padres fueron Gregorio Letelier y  Tránsito Madariaga, de ascendencia francesa y vasca, respectivamente. Fue el tercero de un total de once hermanos. Siendo muy pequeño se trasladó a la vecina Talca para seguir sus estudios en el liceo de aquella ciudad, los que continuó posteriormente en el Instituto Nacional de Santiago. En este último tuvo como profesores a Diego Barros Arana, Miguel Luis Amunátegui y Rodolfo Amando Philippi, entre otros. En 1875 se recibió de abogado en la Universidad de Chile, con su memoria El poder municipal o la descentralización administrativa.
Una vez egresado de su carrera, asumió como profesor de literatura y filosofía en el Liceo de Copiapó. Durante su estadía en aquella ciudad, Letelier escribió algunos artículos en el periódico El Atacameño, donde abordó temas relativos a la educación. Amén del auge de las ideas del positivismo, se convirtió a la masonería y se unió al Partido Radical.
En 1879, como miembro del Partido Radical, fue designado diputado suplente por las comunas de Copiapó y Caldera. En esta época, Letelier se dedicó al periodismo, promoviendo las ideas liberales especialmente en lo tocante a la educación y los modos de reformarla.
En 1881 contrajo matrimonio con Mercedes Beatriz Matta Luco, hija del poeta y político Guillermo Matta Goyenechea. De dicho matrimonio nació Beatriz Letelier Matta.
En 1882 fue designado por el gobierno como Secretario diplomático de la Legación de Chile ante Alemania, en Berlín (cuando el padre de su cónyuge era el ministro (Embajador). En dicho país, Letelier observó el sistema educacional implantado en el Imperio Alemán, el cual le parece adecuado para Chile, y el cual difunde ampliamente. Una vez vuelto a Chile, se le encargó la tarea de compilar las sesiones de los Cuerpos Legislativos de la República entre 1811 y 1845, tarea que le llevó cerca de 22 años. Participó además en la fundación del Instituto Pedagógico de la Universidad de Chile en 1889, escuela de formación de los Profesores de Estado, es decir, de enseñanza media puesto que hasta esa época la docencia de enseñanza media era efectuada por profesionales universitarios de las respectivas disciplinas —como médicos, abogados, ingenieros, etc.—. También en esta época Letelier impulsó la reforma de la Escuela de Minas de Copiapó.
En 1888 obtuvo la cátedra de derecho administrativo en la Universidad de Chile. Ese mismo año fue elegido diputado por Talca, finalizando su período parlamentario en 1891. Durante estos años, se convirtió en opositor al gobierno de José Manuel Balmaceda, lo cual lo obliga a marcharse a Iquique, volviendo a Santiago una vez depuesto el mandatario. Años más tarde se arrepentiría de haber apoyado a los congresistas en 1891.
En 1891 fue designado fiscal del Tribunal de Cuentas, órgano que es considerado el antecesor de la Contraloría General de la República. Se desempeñó en aquel cargo hasta 1919, algunos meses antes de su fallecimiento.
Siguió trabajando como profesor de la Escuela de Derecho de la Universidad de Chile hasta que en 1906 fue elegido Rector, cargo que ocupó hasta 1913, y en el cual se dio amplia cabida a la investigación, siendo obras importantes de su período la creación del Laboratorio de Psicología Experimental y el Servicio Sismológico y la fundación de la Federación de Estudiantes de la Universidad de Chile (FECh), entre otros. En 1906, además, se consagró como uno de los principales ideólogos del Partido Radical, luego de que en la Convención Nacional de ese año, su postura cercana a las ideas de la socialdemocracia alemana, influenciado por Eduard Bernstein y August Bebel predominaran por sobre la postura más liberal de Enrique Mac Iver, terminando por influenciar determinantemente al radicalismo hasta la actualidad.
Entre 1913 y 1918 se desempeñó como fiscal.
Letelier murió de un ataque cardíaco en su casa ubicada en Santiago. Dado que falleció en la noche, mientras dormía, no hay consenso sobre su fecha de muerte. Algunas fuentes señalan que fue el 19 de junio de 1919, mientras que otras el 20 del mismo mes.

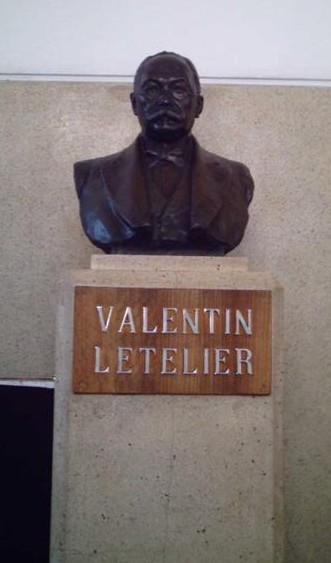
Busto de Valentín Letelier ubicado en la Facultad de Derecho de la Universidad de Chile.

## Obras
- Sesiones de los Cuerpos Lejislativos de la República de Chile (1811-1845) (37 tomos, publicados entre 1887 y 1908)
- La tiranía y la revolución (1891)
- Filosofía de la educación (1892)
- La lucha por la cultura (1895)
- La evolución de la historia (1900)
- Génesis del Estado y de sus instituciones fundamentales (1917)
- Génesis del Derecho y de las instituciones civiles fundamentales (1919)